# Mitrophrys latreillii
Mitrophrys latreillii is een vlinder uit de familie uilen (Noctuidae). De wetenschappelijke naam van deze soort is voor het eerst geldig gepubliceerd in 1853 door Herrich-Schäffer.
De soort komt voor in tropisch Afrika.